# Маор, Эли
Эли Маор (Мецгер, англ. Eli Maor-Metzger; род. 1937) — израильский и американский историк математики, автор нескольких книг об истории математики. Получил PhD в Технионе. Преподаёт историю математики в Чикагском университете Лойолы. Был редактором статьи о тригонометрии в Encyclopædia Britannica. Хобби — астрономия, публиковал статьи по астрономии в научных журналах, написал книгу о прохождениях Венеры по диску Солнца.
Родился в семье беженцев из Германии, племянник правоведа Эрнеста Штифеля (1907—1997) и инженера-изобретателя Руди Штифеля (1917—1989). Его родители, Луиза Мецгер (урождённая Штифель, 1910—?) и Рихард Мецгер (1901—1982), происходили из Мангейма.

## Избранные труды
- To Infinity and Beyond: A Cultural History of the Infinite, 1991, Princeton University Press. ISBN 978-0-691-02511-7
- e:The story of a Number, by Eli Maor, Princeton University Press (Princeton, New Jersey) (1994) ISBN 0-691-05854-7
- Venus in Transit, 2000, Princeton University Press. ISBN 0-691-04874-6
- Trigonometric Delights, Princeton University Press, 2002 ISBN 0-691-09541-8. Ebook version, in PDF format, full text presented.
- The Pythagorean Theorem: A 4,000-Year History, 2007, Princeton University Press, ISBN 978-0-691-12526-8
- The Facts on File Calculus Handbook (Facts on File, 2003), 2005, Checkmark Books, an encyclopedia of calculus concepts geared for high school and college students